# 小笠原清信
小笠原 清信（おがさわら きよのぶ）は、江戸時代前期の越前国勝山藩の世嗣。

## 略歴
初代藩主・小笠原貞信の長男として誕生。幼名は新五郎。
信之系小笠原家の嫡子として生まれ、延宝3年（1675年）に徳川家綱に初見する。しかし延宝7年（1679年）に廃嫡された。嫡子の座は、次弟・信秀が継いだ。
正徳6年（1716年）に没した。